# Domino-Notation
| QS-Informatik | Dieser Artikel wurde wegen inhaltlicher Mängel auf der Qualitätssicherungsseite der Redaktion Informatik eingetragen. Dies geschieht, um die Qualität der Artikel aus dem Themengebiet Informatik auf ein akzeptables Niveau zu bringen. Hilf mit, die inhaltlichen Mängel dieses Artikels zu beseitigen, und beteilige dich an der Diskussion! (+) Begründung: Aus der allgemeinen QS. Bitte einfacher darstellen. --Pearli (Diskussion) 18:51, 22. Okt. 2018 (CEST) |

Die Domino-Notation ist eine den strukturierten Hardware-Entwurf unterstützende grafische Darstellungsweise der Hardwarebeschreibungssprache ABL, die interaktiv grafische Version der Hardwarebeschreibungssprache KARL. Durch die Darstellung von VLSI-Layout-Topologien durch strukturierte Verdrahtungs-Funktionen, über slice expressions und layer expressions unterstützt die Domino-Notation den gleichzeitigen Entwurf von digitalen Hardware-Strukturen und deren strukturierten layout floorplan. Bei der Anwendung von ABL ermöglicht die Domino-Notation den interaktiv grafischen Entwurf von Verdrahtungs-Strukturen zwischen Modul-Blöcken per wiring by abutment durch die Platzierung solcher Blöcke. Auf der Basis der Domino-Notation wurde in den 1980er Jahren die Sprache ABL als interaktiv grafischer Editor ABLED implementiert durch das Forschungszentrum CSELT in Turin, Italien, in Zusammenarbeit mit der Universität Kaiserslautern.